# 1139
1139 (MCXXXIX) var ett normalår som började en söndag i den julianska kalendern.

## Händelser

### Juli
- 27 juli – Coimbra blir Portugals huvudstad, och kung Alfons I proklamerar landets självständighet från Kastilien.[1]

### November
- 12 november – Magnus den blinde, som är den ene av Norges tre kungar, stupar under inbördesstriderna om makten i slaget vid Holmengrå nära Strömstad. Därmed återstår för tillfället bröderna Sigurd Munn och Inge Krokrygg som samregerande norska kungar.

### Okänt datum
- Gisle blir biskop i Linköpings stift.
- Andra laterankonciliet hålls.
- Cistercienserklostret Ten Duinen grundas.
- Børglums stift får sin första biskop.
- Kejsarinnan Matilda landstiger i England.
- Klosterkyrkan i Fontenay börjar byggas.

## Födda
- 16 juni – Konoe, japansk kejsare
- Tametomo, hjälte i japansk mytologi

## Avlidna
- 18 februari – Jaropolk II, härskare i Kievriket
- 20 oktober – Henrik den stolte, hertig av Bayern och Sachsen
- 12 november – Magnus den blinde, kung av Norge 1130–1135 och sedan 1137 (stupad i slaget vid Holmengrå)
- Kristin Knutsdotter, drottning av Norge 1133, gift med Magnus den blinde (död omkring detta år)

### Fotnoter
1. ↑  World Statesmen